# Roosje Köhler-van Gelder

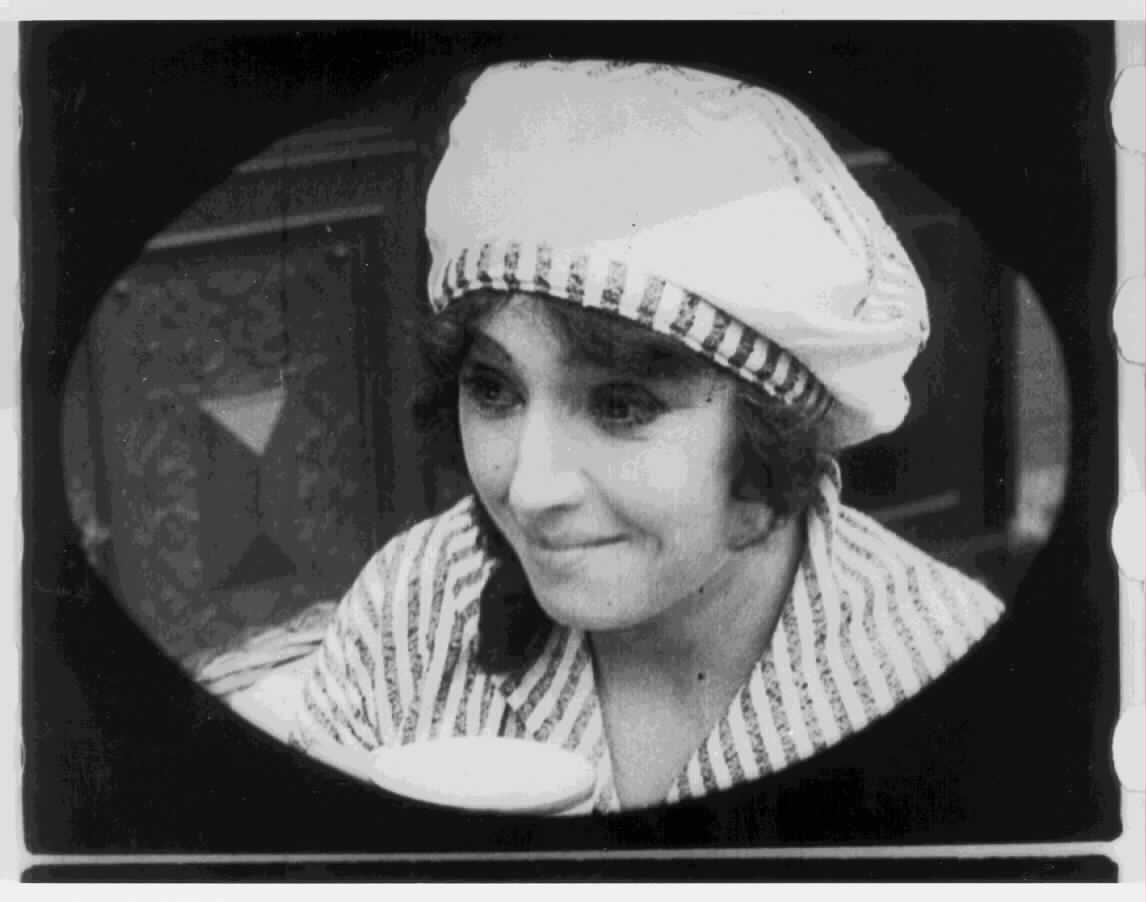
Roosje Köhler van Gelder als Odette in Voorbeschikten (1920)

Roosje Köhler-van Gelder (Gent, 9 november 1886 – Delft, 25 februari 1962) was een Vlaams-Nederlandse actrice en revuester. Zij studeerde aan het conservatorium van Gent.
In 1912 kwam zij naar Nederland. In 1914 begon zij bij de revue van Henri ter Hall, waar ze samenwerkte met Johan Buziau. Ze trouwde in 1915 met de directeur van de revue, Johan Köhler. In 1930 sloot ze zich aan bij een toneelgezelschap waarmee ze op tournee in Nederlands-Indië ging. Deze tournee was geen succes en ze keerde in 1931 terug naar Nederland om bij De Nationale Revue aan de slag te gaan.
In de jaren dertig stond zij nauwelijks op de planken tot zij in 1938 door Willem Goossens gevraagd werd voor diens volkstoneelgezelschap. Met onderbrekingen werkte zij bij hem tot 1947. Daarna was zij tot haar zeventigste jaar nog te zien bij een aantal Haagse gezelschappen.
Ze speelde ook in stomme films, waaronder Er waren eens drie hoeden... (Willy Mullens, 1918) en Voorbeschikten (Tonny Stevens, 1920).

## Trivia
Roosje Köhler-van Gelder was de eerste Nederlandse vrouw die de vliegreis van Nederlands-Indië naar Nederland maakte.